# Геворгян, Арман
Арман Геворгян (родился 12 ноября 1977, Ереван) — армянский кинорежиссёр, сценарист и продюсер. Известен по фильмам «Нереальная любовь» и «Гороскоп на удачу».

## Биография
Родился 12 ноября 1977 года в Армении.
В 1994 году поступил в военно-воздушную Академию.
В 2006 году поступил в Ереванский государственный институт театра и кино на факультет кинорежиссуры. Дебют Геворгяна как кинорежиссёра состоялся в 2001 году (короткометражный фильм «Остров»).
В 2001 году поступил на работу в телеканал «Армения» в качестве режиссёра монтажа, в 2005 году — в Общественной Телеканал как режиссёр ток-шоу.
С 2008 году поступил на работу в телекомпанию «Шант» в качестве режиссёра телесериала. С 2011 по 2013 год работал с кинокомпанией Берг Саунд, выпустил три мини-сериала для российских телеканалов.
В 2014 году с кинокомпанией «New Art Cinema Production» выпустил в кинопрокат свои первый полнометражный художественный фильм «Нереальная любовь».
В 2015 году с кинокомпанией Спутник и Трио Фильм выпустил в кинопрокат полнометражный художественный фильм «Гороскоп на удачу».
В 2015 году с кинокомпанией «Эхо Фильм» выпустил в кинопрокат новогодний фильм «SOS, Дед Мороз, или Всё сбудется!»

## Полная фильмография
| Год  |     | Название                          | Примечание                    |
| ---- | --- | --------------------------------- | ----------------------------- |
| 2000 | кор | Остров                            | режиссёр, сценарист, продюсер |
| 2002 | ф   | Оранжевый мир                     | режиссёр, сценарист, продюсер |
| 2003 | ф   | Один глоток солнца                | режиссёр                      |
| 2012 | с   | Стрелок                           | режиссёр                      |
| 2012 | ф   | В Россию за любовью!              | режиссёр                      |
| 2012 | ф   | Курортный туман                   | режиссёр                      |
| 2014 | ф   | Нереальная любовь                 | режиссёр                      |
| 2014 | ф   | Оглянись / Look Back              | режиссёр, сценарист, продюсер |
| 2015 | с   | Снайпер: Последний выстрел        | режиссёр                      |
| 2015 | ф   | Гороскоп на удачу                 | режиссёр                      |
| 2015 | ф   | SOS, Дед Мороз, или Всё сбудется! | режиссёр                      |
| 2017 | с   | Команда Б                         | режиссёр                      |
| 2018 | ф   | Роковое SMS                       | режиссёр                      |